# Micky Arison
Micky Arison (Tel Aviv, 29 de junio de 1949) es un empresario y multimillonario israelí-estadounidense. Es el presidente de Carnival Corporation, el operador de cruceros más grande del mundo. Desde 1979 hasta 2013, también se desempeñó como CEO hasta que fue reemplazado en junio de 2013 por Arnold W. Donald, quien había sido miembro del directorio de la compañía durante 12 años. Arison también es el dueño del equipo Miami Heat de la NBA.

## Biografía
Micky Arison es el hijo de Ted Arison, cofundador de Carnival Corporation. Su hermana es Shari Arison. También tiene un hermano llamado Kames Arison. Reside en Bal Harbou, Florida. Arison posee dos yates de 200 pies que usa como hogar. Asistió a la Universidad de Miami pero la abandonó. En 2011, la revista Forbes calculó la riqueza de Arison en $7 mil millones, lo que lo convirtió en la 169.ª persona más rica del mundo. En 2009, ganó $7,201,110, que incluía un salario base de $880,000, un bono en efectivo de $2,206,116, acciones otorgadas por $3,618,481 y otra compensación por un total de $ 496,513.

### Miami Heat
Arison ha sido el dueño del Miami Heat desde 1995. Durante su propiedad, Arison contrató a Pat Riley como entrenador en jefe del equipo. Miami ganó las Finales de la NBA de 2006, 2012 y 2013.

## Vida personal
Está casado con Madeleine Arison y tienen dos hijos. Su hijo Nick Arison es el director ejecutivo de Miami Heat.